# Facultad de Ingeniería (Universidad Nacional de San Juan)
La Facultad de Ingeniería o FI (Facultad de Ingeniería) es una institución docente donde se imparten estudios superiores, una de las cinco que conforman la Universidad Nacional de San Juan. Creada en 1973. 
Está ubicada sobre la Av. Libertador General San Martín 1190 (oeste), en Desamparados, Capital, San Juan, 

## Historia
Remontando el pasado de esta facultad, llegamos al siglo XIX, en el que surge en San Juan los estudios de nivel superior vinculados con la minería. En 1871 fue creado el Departamento de Minería anexo al Colegio Nacional de San Juan, en el que los alumnos podían cursar la carrera de ingeniería en minas. En 1873 se separa de este Colegio y tres años después se estableció como escuela mixta de ingenieros civiles y de minas. La Escuela Nacional de Ingenieros de San Juan comenzó a funcionar en 1877, y era la única en su tipo en el país. La Facultad de Ingeniería celebró su cincuentenario en 1989, nacida como parte de la Universidad Nacional de Cuyo e integrando desde 1973, la Universidad Nacional de San Juan.

## Carreras

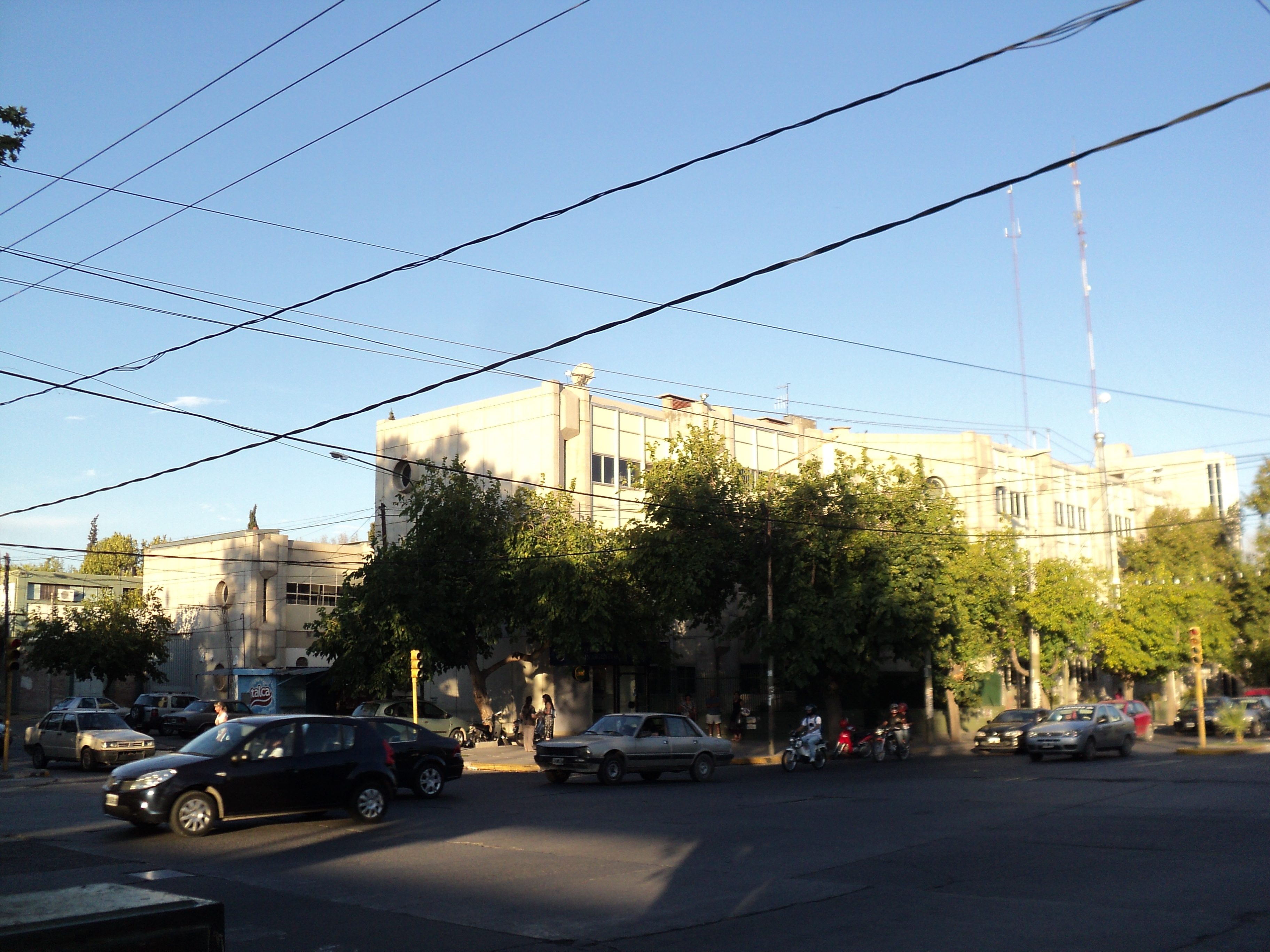
El edificio principal desde la avenida

### Carreras de Grado
- Ingeniería en Alimentos
- Ingeniería en Agrimensura
- Bioingeniería
- Ingeniería Civil
- Ingeniería en Energía Eléctrica
- Ingeniería Electromecánica
- Ingeniería en Electrónica
- Ingeniería Mecánica

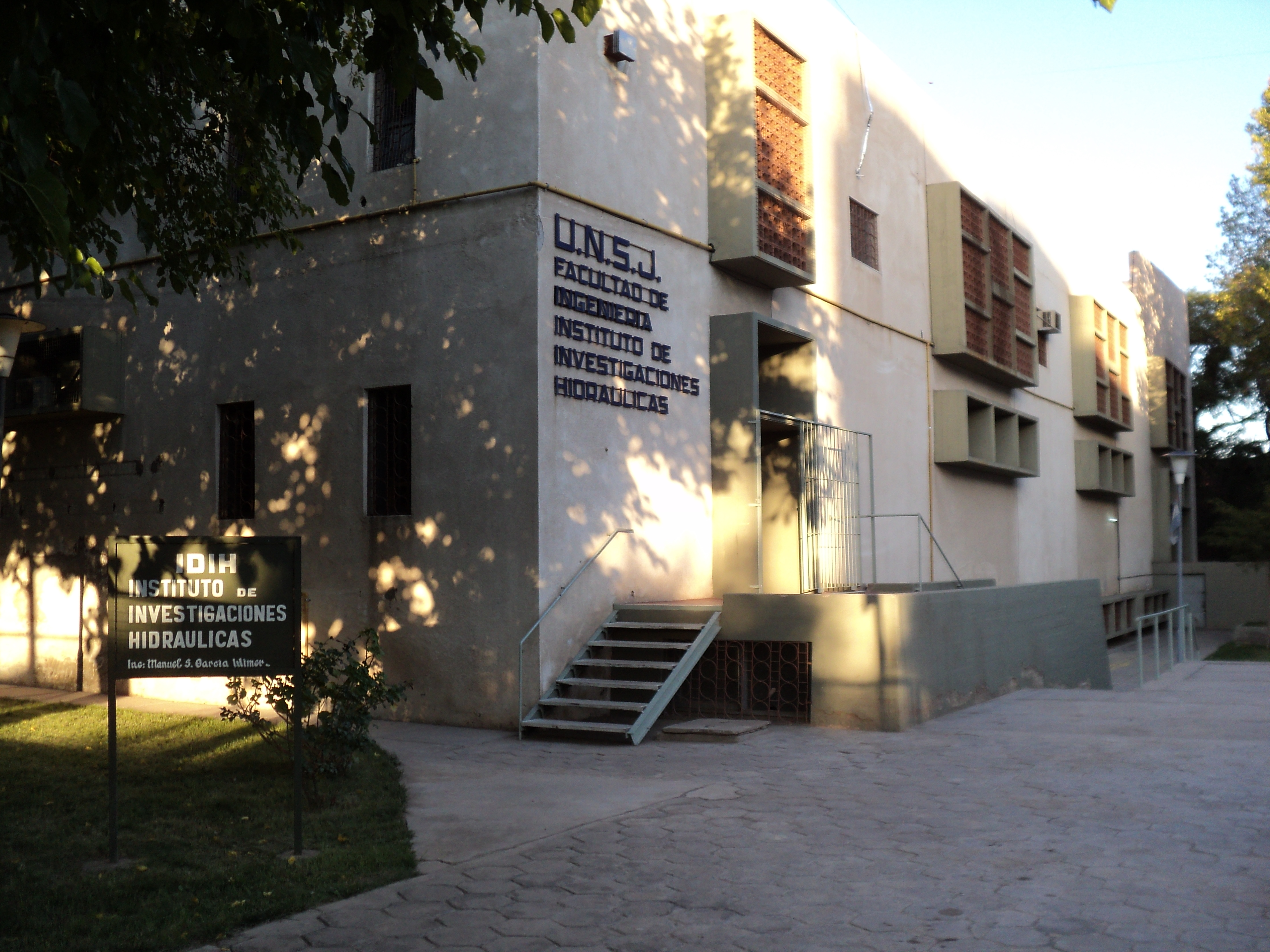
Vista de un instituto de investigación de esta facultad.

- Ingeniería en Metalurgia Extractiva
- Ingeniería en Minas
- Ingeniería Química
- Ingeniería Industrial
- Ingeniería Agronómica

### Carreras de Postgrado
- Doctorado en Ingeniería Civil
- Doctorado en Ingeniería de Sistemas de Control
- Doctorado en Ingeniería Eléctrica[1]
- Doctorado en Ingeniería Mecánica
- Maestría en Gestión de Recursos Minerales
- Maestría en Hidrología, Matemática e Hidráulica
- Maestría en Ingeniería de Sistemas de Control
- Maestría en Ingeniería en Estructuras Sismorresistentes
- Maestría en Metalurgia Extractiva
- Maestría en Tecnologías Ambientales
- Especialización en Georeferenciación
- Especialización en Ingeniería de Caminos de Montaña
- Especialización en Tecnologías del Agua
- Especialización en Valuaciones Inmobiliarias

## Institutos de Investigación
- Instituto de Investigaciones Antisísmicas (IDIA)
- Instituto de Investigaciones Hidráulicas (IDIH)
- Instituto de Investigaciones Mineras (IIM)
- Instituto de Materiales y Suelos (IMS)
- Instituto de Ingeniería Química (IIQ)
- Instituto de Energía Eléctrica (IEE)
- Instituto de Biotecnología (IBT)
- Instituto de Automática (INAUT)
- Instituto de Computación (IDECOM)
- Instituto de Mecánica Aplicada (IMA)
- Escuela de Ingeniería de Caminos de Montaña (EICAM)
- Centro de Fotogrametría, Cartografía y Catastro (CEFOCCA)
- Centro de Inv. para la Racionalización de la Const. Trad. (CIRCOT)